# Victoria Bergsman
 (mars 2021).
Si vous disposez d'ouvrages ou d'articles de référence ou si vous connaissez des sites web de qualité traitant du thème abordé ici, merci de compléter l'article en donnant les références utiles à sa vérifiabilité et en les liant à la section « Notes et références ».
Victoria Bergsman, née le 4 mai 1977 en Suède, est une auteur-compositrice, chanteuse et musicienne. Elle a été la chanteuse du groupe de rock indépendant The Concretes de 1995 jusqu'au 24 juillet 2006. Elle a depuis lancé un autre projet musical en solo, Taken by Trees.
Bergsman est aussi connue pour avoir prêté sa voix à la chanson Young Folks de ses compatriotes suédois Peter Bjorn and John. La chanson est apparue sur le troisième album de ces derniers, Writer's Block, en 2006.
Elle apparaît sur un clip intitulé The temptation of victoria sur le morceau de New Order temptation.
Avant de devenir musicienne professionnelle, Victoria a travaillé comme chef cuisinier. Après avoir servi les grands patrons, elle a décidé de faire de la nourriture pour les gens qui ne pouvaient pas la faire eux-mêmes. Elle commence donc à cuisiner pour une maison où les personnes sont atteintes du syndrome de Down.
Aujourd’hui avec son projet Taken by Trees elle a sorti 3 albums. Le premier en 2007 Open Field produit par Björn Yttling. Le second en 2009 East of Eden enregistré pour moitié au Pakistan avec la collaboration de musiciens locaux. Et le troisième en 2012 Other Worlds enregistré après un voyage à Hawaï.